# نقطه زینی

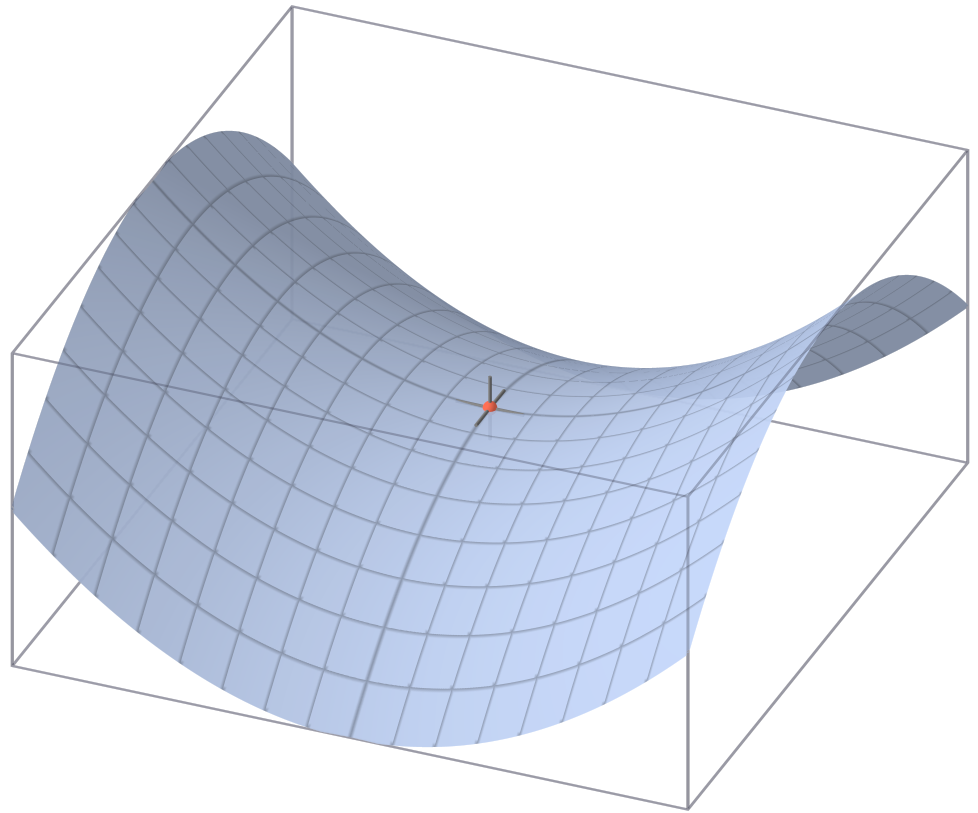
یک نقطهٔ زینی (با رنگ قرمز) بر روی نمودار

در ریاضیات، یک نقطهٔ زینی نقطه‌ای در دامنه یک تابع است که یک نقطه سکون بوده ولی اکسترمم موضعی نیست. نام آن از این موضوع گرفته شده که در حالتی که دامنه تابع {\displaystyle \mathbb {R} ^{2}} باشد، نمونه مشخص نقطهٔ زینی، سطحی است که در یک راستا به بالا و در راستای دیگر به پایین خم می‌شود (مانند یک زین یا گردنه). در حالت دوبعدی، خطوط کانتوری تابع در نقطهٔ زینی یکدیگر را قطع می‌کنند.

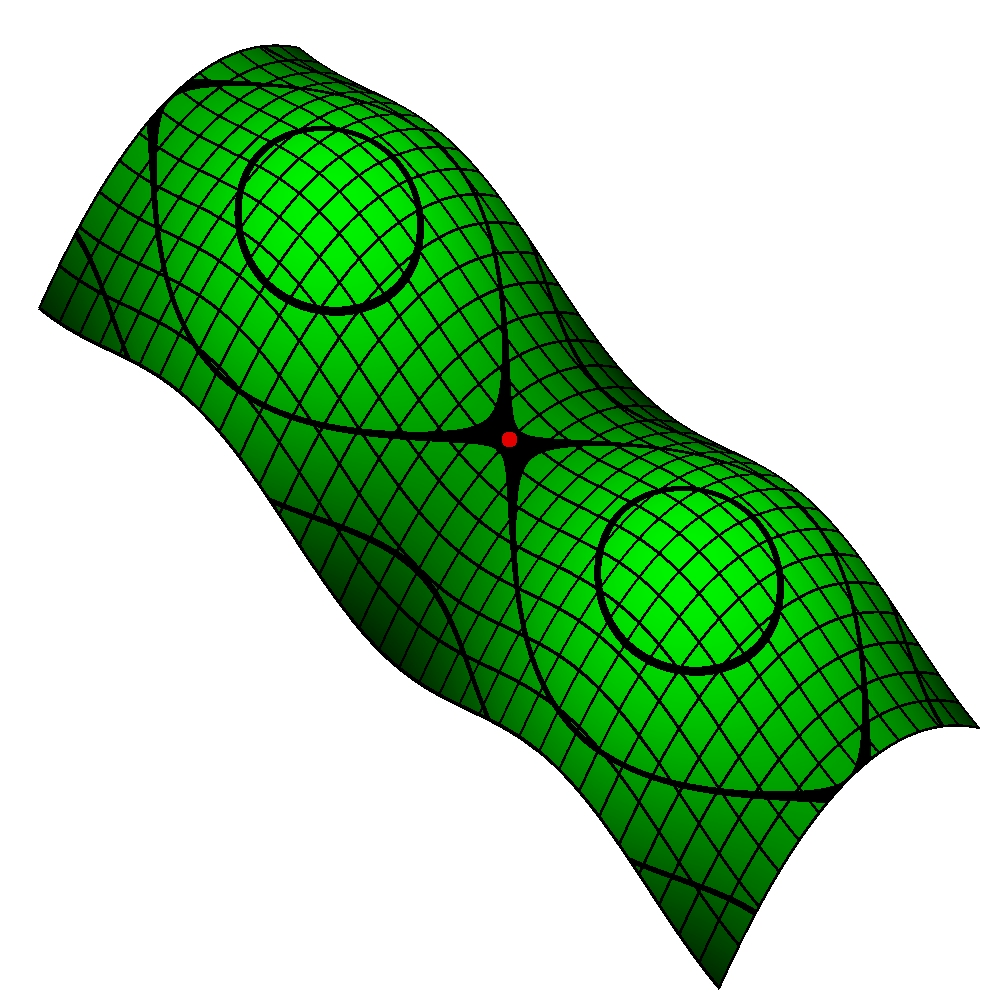
نقطهٔ زینی بین دو تپه (محل تقاطع خطوط کانتوری به شکل)